# Glaubst du, es war Liebe?

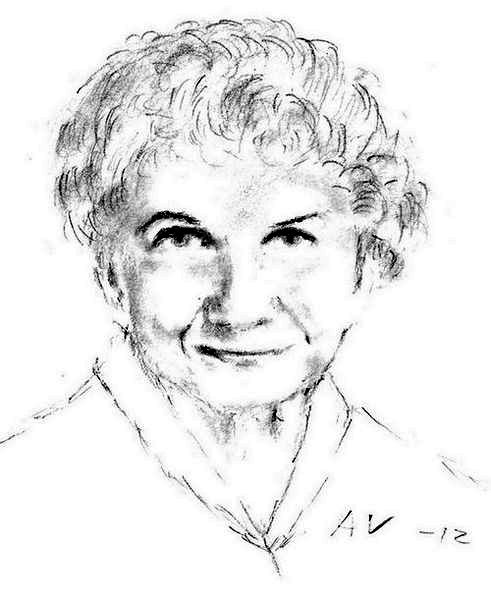
Alice Munro, Nobelpreis für Literatur 2013

Glaubst du, es war Liebe? (im Original Friend of My Youth, 1990) ist der Titel des siebten Kurzgeschichten-Bandes (1990) von Alice Munro. Es geht in diesen Erzählungen um Figuren, die aus Rollen ausbrechen, deren Einhaltung von anderen Figuren oder von Lesern erwartet wird. In einigen Fällen entziehen sie sich auch dem Wissen und der Kontrolle des Erzählers. Die Kurzgeschichten dieser Sammlung schweben zwischen thematischer Substanz und erzählerischer  Technik.
In der Übersetzung von Karen Nölle-Fischer erschien die Sammlung in deutscher Sprache bei Klett-Cotta in Stuttgart im Jahre 1991. Die dritte Auflage, erschienen beim Berliner Taschenbuch Verlag in Berlin im Jahre 2006, hat einen Umfang von 379 Seiten.

## Enthaltene Werke
- Freundin aus meiner Jugendzeit (Friend of My Youth)
- Five Points
- Meneseteung
- Halt mich fest, lass mich nicht los (Hold Me Fast, Don't Let Me Pass)
- Äpfel und Birnen (Oranges and Apples)
- Bilder vom Eis (Pictures of the Ice)
- Güte und Barmherzigkeit (Goodness and Mercy)
- Ach, wozu ... (Oh, What Avails)
- Anders (Differently)
- Glaubst du, es war Liebe? (Wigtime)